# Tanel Padar
Tanel Padar (Haljala, 27 oktober 1980) is een Estisch zanger. Hij heeft in 2001 samen met Dave Benton en de groep 2XL het Eurovisiesongfestival gewonnen voor Estland.
Padar werd bekend bij het Estse publiek toen hij in 1999 Kaks takti ette won, een televisiewedstrijd voor beginnende zangers. Tanels zus Gerli Padar had twee jaar eerder deze wedstrijd gewonnen. In 2000 was hij een backing vocal op het Eurovisiesongfestival in Stockholm voor Ines, met wie hij op dat moment een relatie had. Ines eindigde met Once in a Lifetime op een vierde plaats, het beste resultaat voor Estland tot dan toe.
Een jaar later besloot Padar om zelf deel te nemen aan Eurolaul, de Estische preselectie voor het Eurovisiesongfestival. Samen met de op Aruba geboren zanger Dave Benton en de groep 2XL zong hij het lied Everybody. Zij wonnen de Estische preselectie en op het Eurovisiesongfestival in de Deense hoofdstad Kopenhagen gingen ze verrassend met de zege aan de haal. Estland was het eerste Oost-Europese land dat het songfestival won. De overwinning kwam erg gelegen nu Estland lid wilde worden van de Europese Unie en zich zo positief in de kijker zette. Door onenigheid waren er later strubbelingen met Dave Benton. Ook zijn relatie met Ines kwam tot een einde.
Padar speelde in 2001 ook in de groep Speed Free, die in mei van dat jaar zijn eerste album uitbracht. De band won dat jaar de prijs voor beste nieuwkomer op de Estonian Music Awards. In 2003 richtte Padar de groep The Sun op. Op de Estonian Music Awards in 2006 won de groep vijf van de vijftien prijzen, waaronder die voor album van het jaar.

## Ander werk in de media
- In 2009 presenteerde Padar het derde seizoen van Eesti otsib superstaari (Estland zoekt een superster)
- Samen met Ines presenteerde Padar in 2010 de televisieshow Eesti talent, de Estse versie van de Britse show Britain's Got Talent.
- In 2013 werd Padar tweede, na Evelin Võigemast, in het eerste seizoen van de tv-show Su nägu kõlab tuttavalt (Uw gezicht klinkt bekend).[1]